# Секундин Армахский
Секундин (V век) — святой епископ Армахский. День памяти — 27 ноября.
Святой Секундин (Secundinus), также Сехналл (Sechnall или Seachnall), прибыл вместе с Ауксилием и Изернином в Ирландию из Галлии в 439 году, чтобы помочь святому Патрику. Он стал первым епископом Дуншаулина, графство Мит, а затем — вспомогательным епископом Армаха. Им был написан ряд гимнов, в частности, Audites, omnes amantes Deum в честь святого Святого Патрика, ставший первым гимном на латыни, написанном в Ирландии, а также Sancti, venite, Christi corpus sumite.